# Erythronychia australiensis
Erythronychia australiensis là một loài ruồi trong họ Tachinidae.